# 1781 год в музыке

## События
- 29 января — в Мюнхене, на сцене Резиденц-театра[нем.], состоялась премьера оперы Вольфганга Амадея Моцарта «Идоменей, царь Критский, или Илия и Идамант», написанной годом ранее.
- Март — Вольфганг Амадей Моцарт переезжает в Вену, чтобы продолжить карьеру, преподавателем музыки принцессы Вюртембергской был назначен Антонио Сальери.
- 27 июня — Моцарт пишет о своей новой ученице и поклоннице, Жозефе Барбаре Ауэрнхаммер[англ.], которая вскоре влюбилась в своего учителя: «Я почти каждый день после обеда у Ауэрнхаммеров. Фройляйн — монстр! Играет восхитительно, хотя, однако, ей не хватает подлинного тонкого и приподнятого качества кантабиле».
- Кристиан Готлоб Нефе принимает молодого Людвига ван Бетховена в качестве ученика.
- 29 июля — Моцарт получает оригинальное либретто своей следующей оперы, «Похищение из сераля» от драматурга и либреттиста Готлиба Штефани, директора Nationalsingspiel.
- 12 октября — в Фолкерке (Шотландия) прошёл первый конкурс волынщиков.
- 25 ноября — в Лейпциге открылся «Гевандхаус» — городской концертный зал (филармония), перестроенный городским архитектором Иоганном Карлом Фридрихом Дауте из цейхгауза. «Гевандхаус» был одним из первых специализированных концертных залов Европы и мог вместить до 500 человек.
- Этьенн Мегюль делает свои первые неудачные попытки оркестровой композиции.
- В Леопольдштадте открылся Леопольдштадтер-театр[нем.], первый из пригородных венских театров[нем.].

## Публикации
- Опубликована пьеса Кристофа Фридриха Бретцнера «Бельмонт и Констанца, или Похищение из сераля», которая легла в основу оперы Моцарта «Похищение из сераля» (1782), сам Бретцнер, впрочем, протестовал против этой постановки, потому что Моцарт использовал не оригинальную версию пьесы, а переработку И. Г. Штефани.

## Классическая музыка
- Йозеф Гайдн — Шесть струнных квартетов, соч. 33[англ.], симфонии № 62[англ.], № 63[англ.] и № 74[англ.]
- Иоганн Михаэль Гайдн — № 24[англ.]
- Леопольд Кожелух — Соната для клавишных инструментов, «La chasse», соч. 5
- Вольфганг Амадей Моцарт — серенады № 10[англ.] (Gran partita) и № 11[англ.], Концерт для валторны с оркестром
- Джованни Паизиелло — Концерт для клавишных инструментов  № 1 до мажор
- Самуэл Уэсли[англ.] — Концерт для скрипки № 2 ре мажор
- Йозеф Рейха[чеш.] — Концерт для флейты с оркестром[англ.]
- Луиджи Боккерини — Stabat mater[англ.]

## Опера
| - Вольфганг Амадей Моцарт — «Идоменей» - Джованни Паизиелло — «Служанка-госпожа» - Майлз Питер Эндрюс и Сэмюэл Арнольд — The Baron Kinkvervankotsdorsprakingatchdern - Антонио Калегари — «Девкалион и Пирр» - Доменико Чимароза - «Джаннина и Бернардоне» - «Александр в Индии» - «Парижский художник» - Элизабет Крейвен и др. — «Серебряный танкард» - Николя Далейрак — «Модный шевалье» - Марк Антуан Мадлен Дезожье — «Две сильфы» - Йозеф Гайдн — «Вознаграждённая верности» - Джузеппе Джордани — «Ниттети» | - Йозеф Мартин Краус — «Прозерпина» - Никколо Пиччинни - «Ифигения в Тавриде» - «Адель де Понтьё» - Антонио Сальери — «Трубочист» - Джузеппе Сарти — «Юлий Сабин» - Никколо Антонио Дзингарелли — «Монтесума» - Франческо Бьянки - «Арбак» - «Земира» - Джакомо Руст - «Адриан в Сирии» - «Артаксеркс» |

## Родились
- 22 января — Франсуа-Антуан Абенек, французский скрипач, композитор и дирижёр (умер в 1849).
- 11 марта — Энтони Генрих[англ.], американский композитор, самым известным перед американской гражданской войной[1] (умер в 1861).
- 20 июля — София Лебрен (в замужестве Дюлькен), немецкая пианистка и композитор (её сочинения утрачены), дочь гобоиста Людвига Августа и певицы Франциски Лебрен, старшая сестра Розины Лебрен (умерла в 1863).
- 27 июля — Мауро Джулиани, итальянский гитарист, виолончелист, композитор и педагог, отец гитариста, певца, композитора и педагога Микеле Джулиани (умер в 1829).
- 5 сентября — Антон Диабелли, австрийский музыкальный издатель, редактор и композитор (умер в 1858).
- 6 сентября — Винсент Новелло[англ.], английский органист, дирижёр и музыкальный педагог итальянского происхождения (умер в 1861).
- 18 ноября — Феличе Бланджини, итальянский органист и композитор (скончался в 1841).
- 1 декабря — Шарль Филипп Лафон, французский скрипач-виртуоз, композитор, певец и музыкальный педагог (скончался в 1839).

## Умерли
- 22 января — Иоганн Зибенкас (нем. Johann Siebenkäs), немецкий композитор, органист и пианист (род. в 1714).[2]
- 4 февраля — Йозеф Мысливечек, чешский композитор и дирижёр, один из представителей классицизма (род. в 1737).
- 22 мая — Гаррет Колли Уэсли, 1-й граф Морнингтон, англо-ирландский политик и композитор (род. в 1735).
- 11 июля — Адольф Карл Кунзен[нем.], композитор (род. в 1720).
- 30 июля — Августин Уллингер (нем. Augustin Ullinger), немецкий композитор, органист и музыкальный педагог (род. в 1746).[3]
- 9 октября — Томас Эрскин, 6-й граф Келли, шотландский музыкант и композитор (род. в 1732).
- 27 октября — Эрман-Франсуа Деланж[фр.], французский скрипач и композитор (род. в 1715).
- Октябрь — Антон Циммерман[чеш.], словацкий органист и композитор силезского происхождения (род. в 1741).
- 4 ноября — Фаустина Бордони-Хассе, итальянская оперная певица, меццо-сопрано (род. в 1697).
- дата неизвестна — Уильям Пэкстон (англ. William Paxton), английский виолончелист и композитор (род. в 1737).